# Grieps
Der Grieps ist ein Waldgebiet in der Gemarkung von Calvörde. Er ist nicht zu verwechseln mit dem Naherholungsgebiet Grieps.

## Lage
Das Waldgebiet Grieps liegt zwischen dem Marktflecken Calvörde und Wieglitz. Südlich des Grieps befindet sich der Rabenberg und das wüste Dorf Käsdorf. Im Osten  liegt der Mittellandkanal und das Waldgebiet Schierholz,  im Süden das Dorf Wieglitz und im Westen der Mörderberg.

## Namensgebung und Zuordnung
Im östlichen Teil des Grieps, nahe der Gemeindegrenze nach Wieglitz, lag einst das große Dorf Griebitz, dem der Grieps seinen Namen verdankt. Dieses Waldgebiet gehört zum Calvörder Forst.